# Luis Pérez Romero

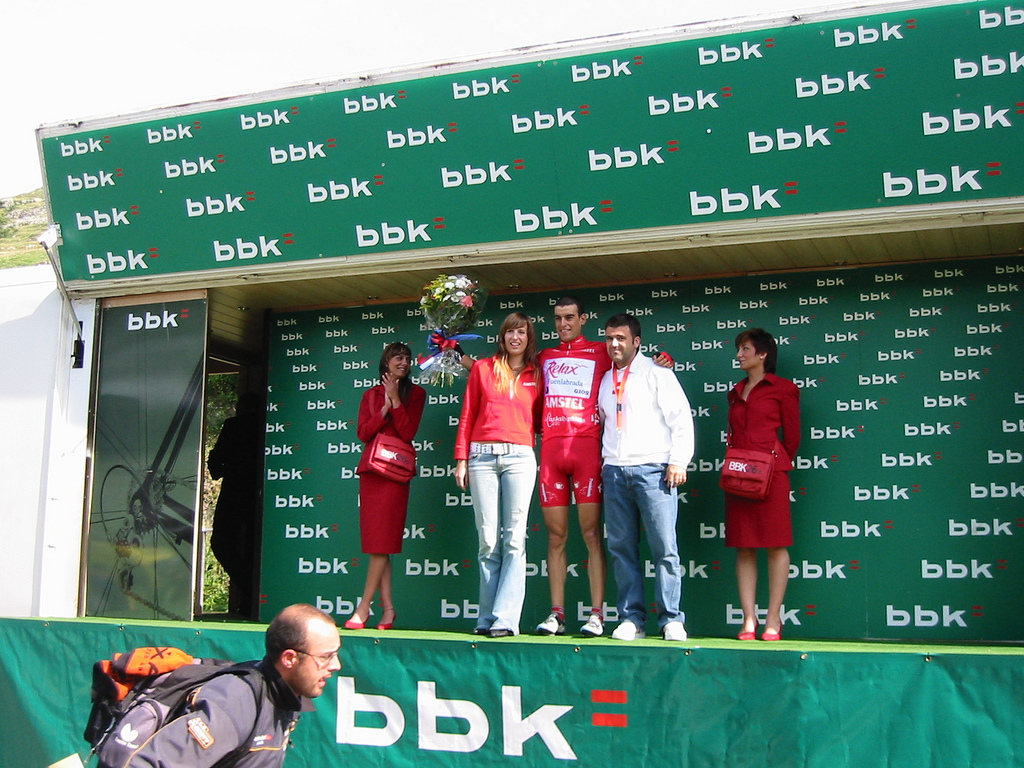
Luis Pérez bei der Euskal Bizikleta 2005

Luis Pérez Romero (* 25. Dezember 1980) ist ein ehemaliger spanischer Radrennfahrer.
Luis Pérez Romero begann seine internationale Karriere 2004 beim spanischen Radsportteam Relax-Bodysol. 2006 wechselte er zum Professional Continental Team Andalucía-Paul Versan. Seinen größten Erfolg feierte auf der zweiten Etappe des ProTour-Rennens Katalonien-Rundfahrt 2006, als er sich wenige Kilometer vor dem Ziel aus einer vierköpfigen Spitzengruppe absetzen konnte und 12 Sekunden Vorsprung vor dem Hauptfeld verteidigte.

## Erfolge
2003
- eine Etappe Vuelta a Navarra

2006
- eine Etappe Katalonien-Rundfahrt
- Gesamtwertung und zwei Etappen Vuelta a Chihuahua

## Teams
- 2004 Relax-Bodysol
- 2005 Relax-Fuenlabrada
- 2006 Andalucía-Paul Versan
- 2007 Andalucía-Cajasur